# Гутко-Ожинка
Гу́тко-О́жинка —  село в Україні, у Середино-Будській міській громаді Шосткинського району Сумської області. Населення становить 92 осіб. До 2020 орган місцевого самоврядування — Жихівська сільська рада.

## Географія
Село Гутко-Ожинка знаходиться на правому березі річки Свига, вище за течією на відстані 3,5 км розташоване село Красичка, нижче за течією на відстані 5 км розташоване село Рудня, на протилежному березі — село Жихове. На річці велика загата. Поруч проходить залізниця, станція Перемога за 1,5 км.

## Назва
Першу частину своєї назви Гутко-Ожинка запозичила від назви підприємства з виробництва скла — гути, а другу від урочища Ожинка, на території якої її заснували Юркевичі. За час свого існування Гутко-Ожинка неодноразово змінювала свою назву і в різних джерелах називалася по-різному: Гутка — 1765—1768, 1859 рр.., Гута — 1779—1781 рр.., Гутка Юркевичева — 1799—1801 рр.., Гутка (Ожинка) — 1913, 1917 рр.

## Символіка
Герб села є подвійно промовистим. На гербі зображено два язики полум'я між якими знаходиться заготовка скла (склодув), що символізує першу частину назви села. Ягода ожини символізує другу частину назви і урочище Ожинки. 

## Історія
За твердженнями А.М. Лазаревського, Гутко-Ожинка була «поселена Заруцькими в першій половині XVIII ст.». Вадим Львович Модзалевський дотримувався іншої точки зору і вважав, що вона була заснована після 1724 р. вдовою стародубського полкового хорунжого Івана Юркевича — Зиновією Панасівною Юркевич та її синами.
На доказ цього він посилається на скаргу Андрія Опанасовича Заруцького до Генеральної військової канцелярії від 27 липня 1724, у якій той скаржився на незаконні дії Зіновії Юркевич: «Сего лета новгородская жителька, именуемая Юркевичка, с сынами своими на урочище Ожинки заняла гуту и пущу мою палит и пустошит» і просив провести за його скаргою слідство. Генеральна військова канцелярія задовольнила його прохання і в серпні 1724 направила на місце конфлікту бунчукового товариша Пахома Пекаліцього і товариша Стародубського полку Дем'яна Нестеровича, які по приїзді в урочищі Ожинка виявили поряд з річкою Свига «новозбудовану гуту Юркевичську, у якій вже проводилися роботи».
У зв'язку з цим вони почали слідство, у ході якого склали карту місцевості з позначенням місцезнаходження гути, опитали свідків з боку Андрія Заруцького і Зіновії Юркевич, оглянули представлені ними документи і встановили, що урочище Ожинка належало на підставі царської грамоти від 13 листопада 1708 Новгород-Сіверському протопопу Опанасу Олексійовичу Заруцькому, а після його смерті перейшло в 1723 році у спадок до його сина Андрія Опанасовича Заруцького. Однак, незважаючи на це, вони рішення на його користь не винесли.
На момент проведення зазначеного слідства ніякого поселення поблизу гути ще не було. Воно виникло трохи пізніше і вперше згадувалося під назвою Гута в «Щоденнику генерального хорунжого Миколи Ханенка», який 11 червня 1733 побував на приналежній Юркевичам гуті, а 13 червня того ж року отримав від одного з її власників — Пантелеймона Івановича Юркевича — «скла штук різних числом 23, та кубок скляний».
У 1764 році Гутко-Ожинка перебувала у володінні Юркевичив і значилася за Миколою Івановичем Юркевичем, який, з його слів, особисто поселив її «на власній землі і володів нею більше сорока років». Своєю вважали Гутко-Ожинку і військові товариші Федір Григорович Псел і Яків Гнатович Томилівський, спадкоємці Андрія Опанасовича Заруцького, померлого 12 лютого 1733 р. Суперечка між ними за володіння спірним населеним пунктом тривало багато років і було вирішено лише після проведення ревізії 1764 р., коли Погарський повітовий підкоморський суд відібрав Гутко-Ожинку у Юркевичів і передав її у володіння Ф.Г. Псела і Я.І. Томилівського.
На момент проведення Румянцевим опису Малоросії 1765-1768 рр. в Гутко-Ожинці значилося 9 дворів і 13 хат, з яких військовому товаришеві Ф.Г. Пселу належало 5 дворів і 6 бездворних хат, а військовому товаришеві Я.І. Томилівському — 4 двори і 7 бездворних хат, а на момент опису Новгород — Сіверського намісництва 1779-1781 рр. — 34 двори і 35 хат, з яких бунчуковому товаришу Ф.Г. Пселу належало 21 двір і 21 хата, а бунчуковому товаришу Я.І. Томилівському — 13 дворів і 14 хат. У зазначений час у селі проживали 35 обивателів зі своїми сім'ями, які землеробством займалися мало через нестачу орної землі, а прибуток свій мали від винокуріння і заняття бондарським і колісним промислами Скляного заводу в селі до того часу вже не було. Ймовірно, він був закритий після того, як Гутко-Ожинку відібрали у Юркевичів і передали Пселу і Томилівському.
Після смерті Ф.Г. Псела, настала до 1799 року, його володіння в Гутко-Ожинці дісталися його синові штабс-капітану Степану Федоровичу Пселу (1780—після 1833), земському комісару (1809) і підкоморію Новгород-Сіверського повіту (1832), а від нього перейшли до його дочки Марії Степанівні Шотт (?—16.10.1909), яка була одружена з Петром Даниловичем Шоттом (1821—1870), який був дійсним статським радником і служив керуючим державним майном в Таврійській губернії.
Що стосується володінь Я.І. Томілевського, то після його смерті, яка настала до 1782 роки, вони залишилися у володінні його дружини Анастасії Іванівни Скорупа (1757—?), а від неї перейшли до її сина капітана Олексія Яковича Томілевського (1771—?), який служив Рязанським губернським прокурором і обер-секретарем Правлячого Сенату. Після смерті Олексія Яковича його володіння в Гутко-Ожинці дісталися його синові, предводителю дворянства Новгород-Сіверського повіту (1854-1855) Олександру Олексійовичу Томілевському (1816—1855), а від нього перейшли до його дружини Олександрі Миколаївні Томілевської (уродженої Паніної) і її дітям.
У 1866 році за Марією Степанівною Шотт в Гутко-Ожинці значилося 115 десятин землі, за селянами понад 220 десятин, за Олександрою Миколаївною Томілевською - 227 десятин, а за спадкоємцями Олександром Олександровичем Томілевським — 376 десятин. У 1900 році велика частина земельних володінь Олександра Олексійовича Томілевського і його дружини Олександри Миколаївни знаходилася у власності Анатолія Олександровича Тоиілевського, який володів у Гутко-Ожинці та інших населених пунктах Новгород-Сіверського повіту 341 десятиною землі.
Своєї церкви в Гутко-Ожинці не було, а її православні віруючі до 1863 року були приписані до церкви Покрова Пресвятої Богородиці села Протопопівка, а з 1863 року — до Михайлівської церкви села Жихове.
З 1897 року в Гутко-Ожинці функціонувала школа грамоти, у якій 1 січня 1899 навчалися 12 хлопчиків і 1 дівчинка. Учителем в ній працював селянин Андрій Якович Якушев, а законовчителем священик Михайло Іванович Ординський. Відсоток грамотності серед місцевих жителів був невисоким і на початку 1897 становив 12,3 %.
12 червня 2020 року, відповідно до Розпорядження Кабінету Міністрів України № 723-р «Про визначення адміністративних центрів та затвердження територій територіальних громад Сумської області» увійшло до складу Середино-Будської міської громади.
19 липня 2020 року,  в результаті адміністративно-територіальної реформи та ліквідації Середино-Будського району, село увійшло до Шосткинського району.